# Hyundai Nexo
Hyundai Nexo — пятиместный водородный автомобиль на топливных элементах южно-корейского производителя Hyundai Motor. Его производят в корейском городе Ульсан.

## Технические характеристики
Hyundai Nexo разгоняется от 0 до 100 км/ч за 9,5 секунды, имеет запас хода по версии NEDC в 756 км, WLTP — 666 км, EPA — 566 км, ADAC — 540 км. Крутящий момент 395 Нм.
Полная заправка водородом длится менее пяти минут.
В 2018 году Euro NCAP-Краш-тест присвоил Hyundai Nexo пять из пяти возможных звёзд.

## Галерея

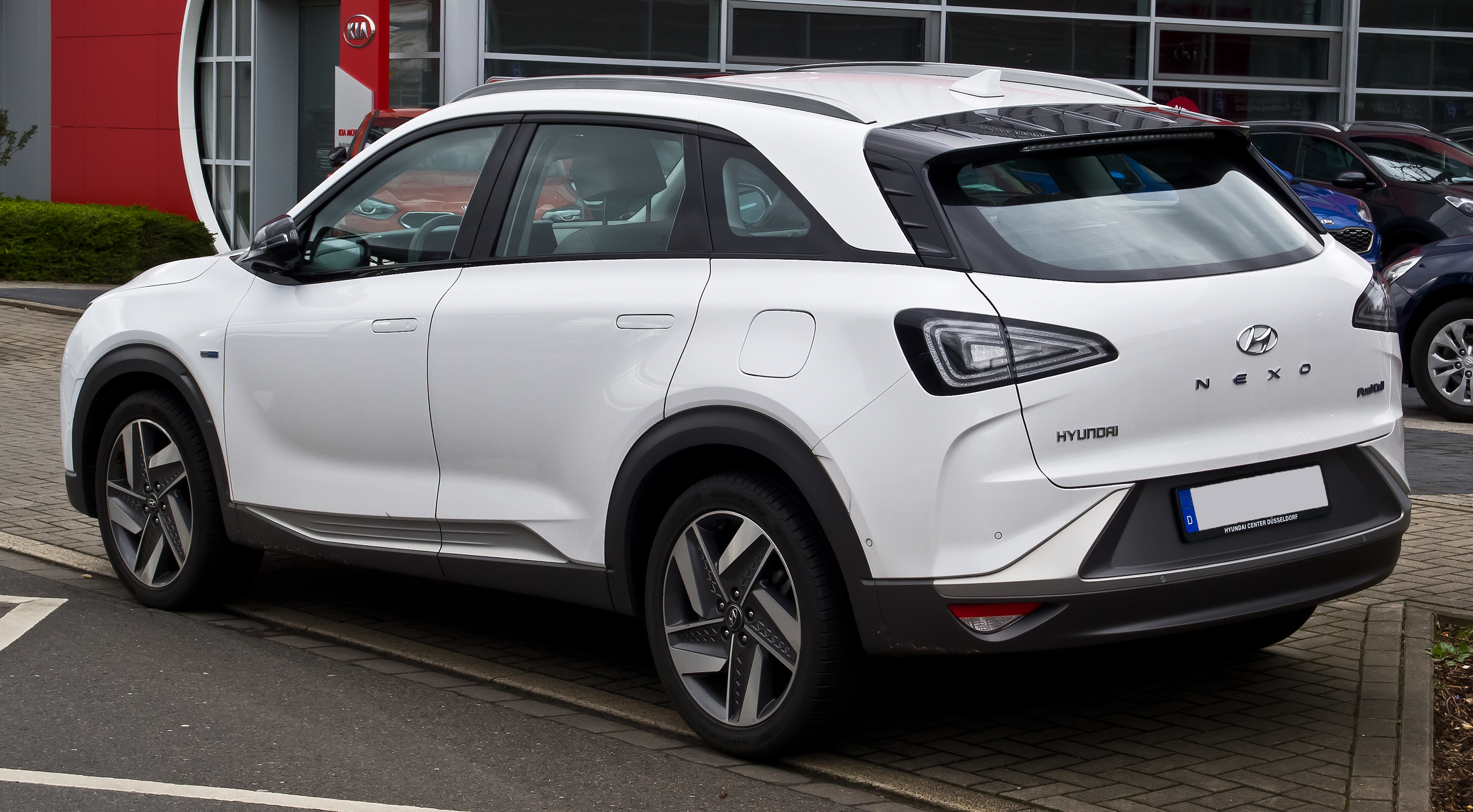
Вид сзади
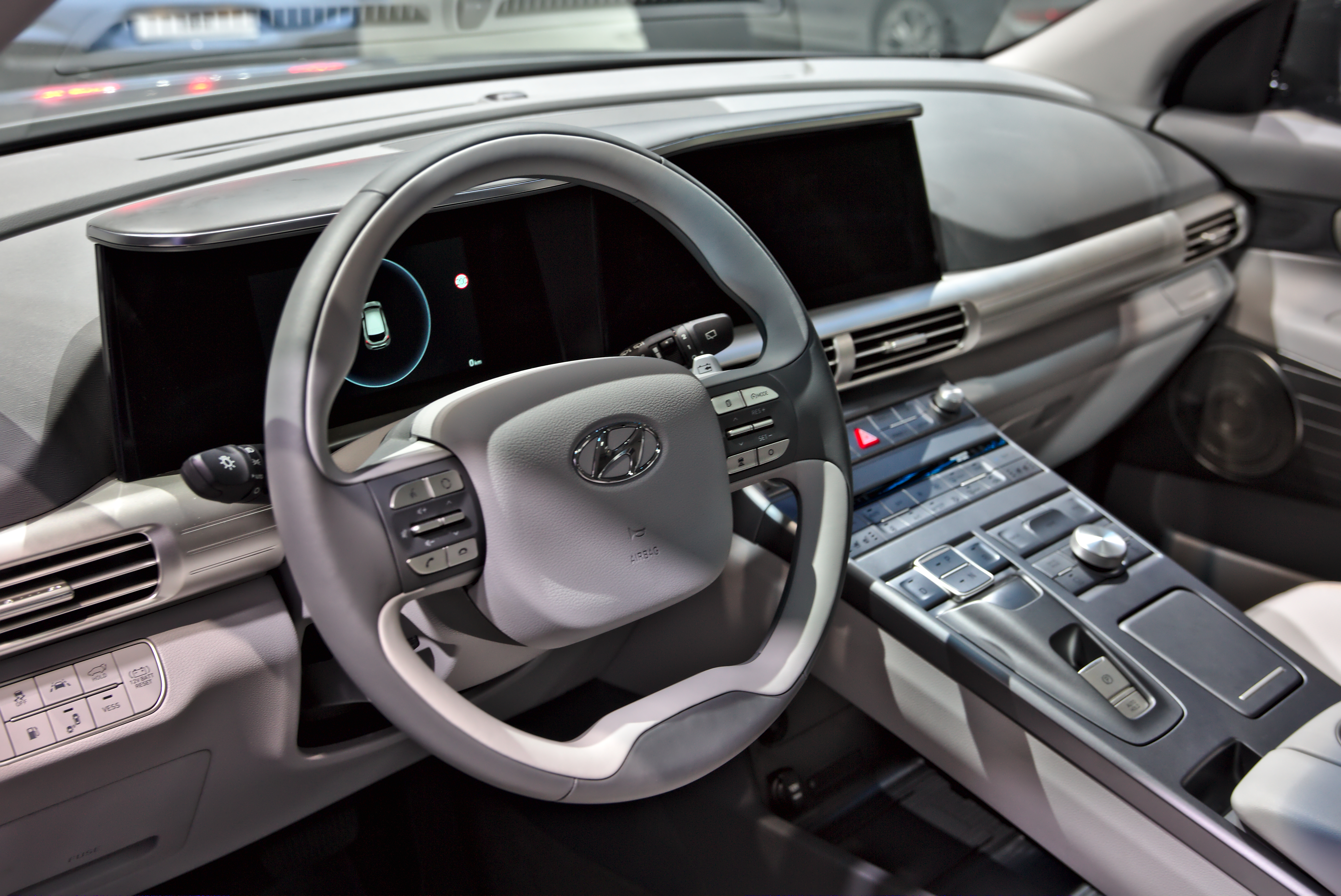
Приборная панель
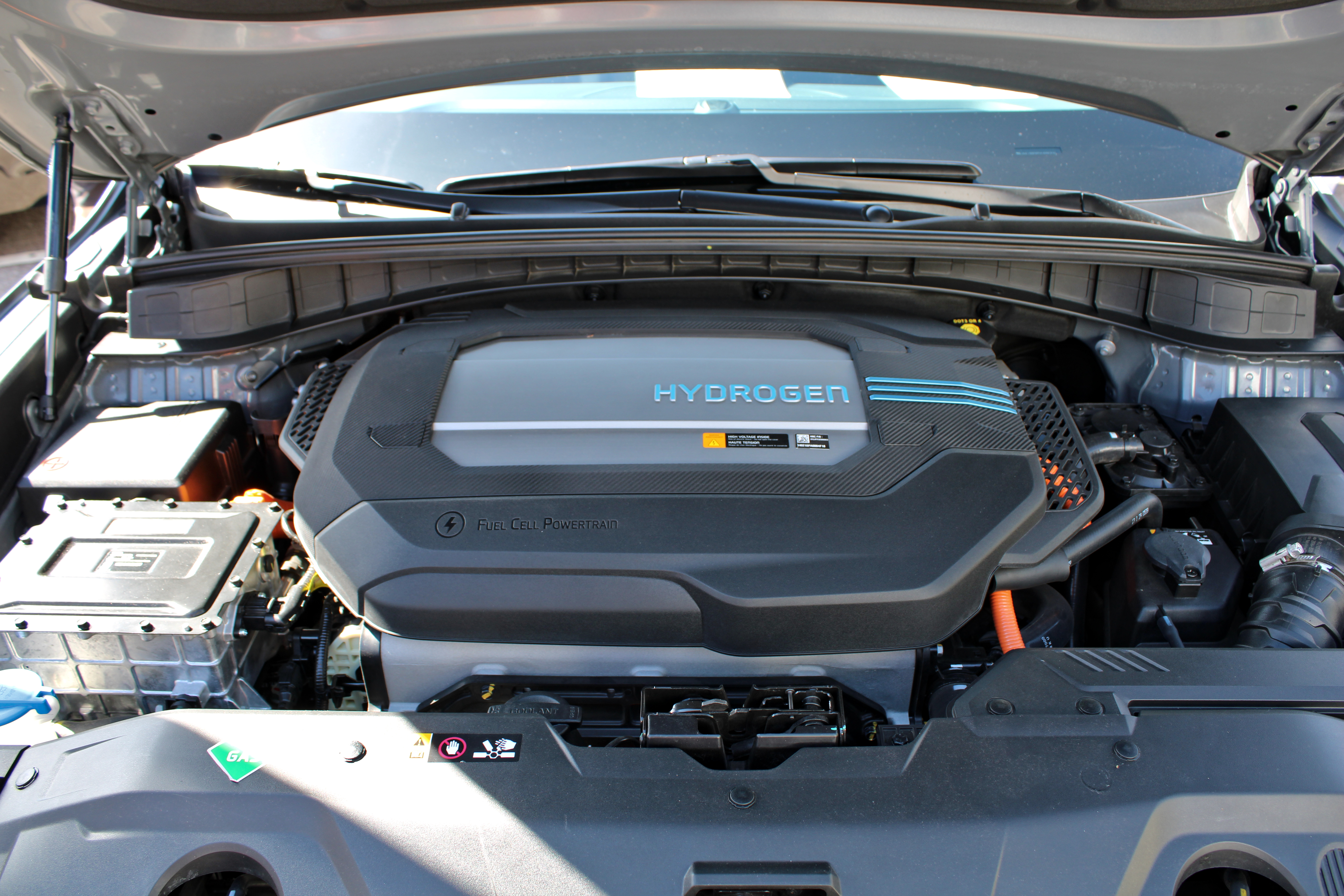
Двигатель